# Project Silence
Project Silence ist eine finnische Extreme-Metal-Band aus Kuopio, die 2008 gegründet wurde.

## Geschichte
Die Band wurde im Jahr 2008 als Soloprojekt von Delacroix gegründet. In diesem sowie im folgenden Jahr veröffentlichte er kostenlose Demoaufnahmen, ehe Ende 2009 der Schlagzeuger Rieti „Silve_R“ Jauhiainen und die Gitarristen Jani „J“ Savolainen und Petri „Mr. Sanderz“ Hietikko zu ihm stießen. Im Sommer 2009 begann die Gruppe im Studio Osasto-A mit den Arbeiten zum Debütalbum 424, wovon zwei ungemasterte Preview-Songs vorab veröffentlicht wurden. Im Januar 2012 stieß der Bassist Tuomo „Sturmpanzerjäger“ Susilampi hinzu. Im Juli begab sich die Band in das Astral Studio in Tampere, wo die Aufnahmen zu 424 beendet wurden, das dann im Winter 2012 erscheinen konnte. Als Gastmusiker sind hierauf Petja „MC Raaka Pee“ Turunen von Turmion Kätilöt und Tuomas Yläkorhola enthalten. Im Frühling 2013 begann Delacroix mit dem Schreiben von neuem Material, ehe im Spätherbst im Studio 33 die Single One Way to Hell aufgenommen und im Dezember veröffentlicht wurde. Im Sommer 2014 spielte die Gruppe auf dem Kuopio Rockcock. 2015 begannen die Aufnahmen zum zweiten Album, woraufhin am 6. Juni aus dem Repertoire Flesh of the God als Vorab-Singleauskopplung erschien. Die nächste Single wurde Infection betitelt und am 24. Dezember veröffentlicht. 2016 wurde ein weltweiter Vertrag bei dem US-amerikanischen Label Sliptrick Records unterzeichnet. Am 15. Juni erschien daraufhin vorab der Song Desperation und am 30. Juni das Album Slave to the Machine. Am 15. August folgte das erste Liedtext-Video zum Song Perversion. Am 14. Februar 2017 fungierte die Band als Vorgruppe in Riga für Aborted und Soilwork. Im März wurde das Hinzukommen des neuen Gitarristen Simo „S“ Ruotsalainen als Ersatz für Hietikko verkündet, ehe sich im August ein zweites Liedtext-Video, zum Song The Ear of Fear, anschloss. Im Oktober ging es auf eine einwöchige Russland-Tournee.

## Stil
RingMaster von ringmasterreviewintroduces.wordpress.com schrieb in seiner Rezension zu 424, dass hierauf eine aggressive und intensive Mischung zu hören ist. Die Musik könne man zwischen God Destruction und The Browning einordnen, wobei man auch Einflüsse von Mortiis heraushören könne. Im späteren Verlauf des Albums kämen Gemeinsamkeiten zu Rammstein, The Kovenant, Firewind und Enter Shikari zum Vorschein. Björn Backes von Powermetal.de fasste die Musik von Slave to the Machine als analoge Mischung zu The Kovenant zusammen. Die Gitarren seien „fast schon befremdlich verzerrt,“ der Gesang wurden digital nachbearbeitet, „um ihnen einen möglichst Industrial-affinen Klang zu verpassen, und bei den Arrangements ist gelegentliches Chaos“ gegeben.

## Diskografie
- 2008: Project Silence (Demo, Eigenveröffentlichung)
- 2009: Voices (Single, Eigenveröffentlichung)
- 2011: Castlevania II - Bloody Tears Remix (Single, Eigenveröffentlichung)
- 2012: 424 (Album, Eigenveröffentlichung)
- 2013: Keeper (Disease Remix) (Single, Eigenveröffentlichung)
- 2013: One Way to Hell (Single, Eigenveröffentlichung)
- 2015: Flesh of the God (Single, Eigenveröffentlichung)
- 2015: Infection (Single, Eigenveröffentlichung)
- 2016: Slave to the Machine (Album, Sliptrick Records)
- 2018: Infinity (Album, Sliptrick Records)
- 2021: Fallout (Single, Eigenveröffentlichung)
- 2021: Blood Moon (Single, Eigenveröffentlichung)